# Yannick Mbengono
Yannick Mbengono Andoa (ur. 11 czerwca 1987 w Bertuorze) – kameruński piłkarz, występujący na pozycji pomocnika.